# Dipoena trinidensis
Dipoena trinidensis là một loài nhện trong họ Theridiidae.
Loài này thuộc chi Dipoena. Dipoena trinidensis được Herbert Walter Levi miêu tả năm 1963.